# Лукисия
Лукисия (греч. Λουκίσια) — деревня в Греции. Расположена на высоте 150 м над уровнем моря, к востоку от озера Паралимни, к северу от гор Месапион. Относится к общине Халкида в периферийной единице Эвбея в периферии Центральная Греция. Население 1161 человек по переписи 2011 года.